# Regobarrosia pseudoflavescens
Regobarrosia pseudoflavescens là một loài bướm đêm thuộc phân họ Arctiinae, họ Erebidae.